# Ballerinaskor

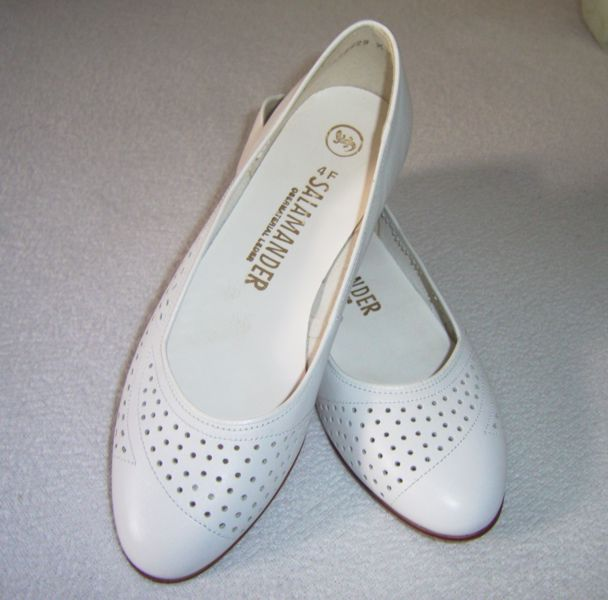
Vita ballerinaskor

Ballerinaskor är en lättare form av oklackad vardagssko, med trubbig eller rund tå som till utseendet påminner om balettskor men som saknar dess övriga egenskaper. Denna sorts skor har funnits åtminstone sedan 1500-talet.